# Isquèmia renal
La isquèmia renal és la deficiència de sang en un o tots dos ronyons, normalment degut a la constricció funcional o a l’obstrucció real d’un vas sanguini.